# Pleurothecium leptospermi
Pleurothecium leptospermi är en svampart som beskrevs av J.A. Cooper 2005. Pleurothecium leptospermi ingår i släktet Pleurothecium, ordningen Sordariales, klassen Sordariomycetes, divisionen sporsäcksvampar och riket svampar.   Inga underarter finns listade i Catalogue of Life.